# Love My Life (Moke)
Love My Life is een nummer van de Nederlandse band Moke uit 2009. Het is de tweede single van hun tweede studioalbum The Long & Dangerous Sea.
Als opvolger van het nummer Switch werd ook "Love My Life" een bescheiden hitje in Nederland. Het nummer werd eind 2009 3FM Megahit. Het haalde de 7e positie in de Tipparade, waarmee het net iets minder succesvol was dan de voorganger.